# Vaugrigneuse
Vaugrigneuse är en kommun i departementet Essonne i regionen Île-de-France i norra Frankrike. Kommunen ligger i kantonen Limours som tillhör arrondissementet Palaiseau. År 2022 hade Vaugrigneuse 1 451 invånare.

## Befolkningsutveckling
Antalet invånare i kommunen Vaugrigneuse
| Referens: INSEE |